# 企业年金
企业年金是指企业及其职工在依法参加基本养老保险的基础上，自愿建立的补充养老保险制度。一般是指中国大陆养老保障体系中由企业负担的第二支柱，是中国版的401K。企业年金是对国家基本养老保险的重要补充，是城镇职工的另外一种养老保险制度，由被成为“企业退休金计划”或“职业养老金计划”，是职工养老保险的重要组成部分。